# Montagano
Montagano är en ort och kommun i provinsen Campobasso i regionen Molise i Italien. Kommunen hade 1 049 invånare (2018).